# Volksgerichtshof
Volksgerichtshof (VGH) (pol. Trybunał Ludowy, TL) – sąd specjalny, ustanowiony w 1934 roku przez władze III Rzeszy poza konstytucyjnymi ramami prawa, do osądzania takich przestępstw jak zdrada stanu (niem. Hochverrat) i zdrada państwa (niem. Landesverrat); zakres jego kognicji i jurysdykcji był systematycznie poszerzany (m.in. o defetyzm, sabotaż gospodarczy, szpiegostwo). W 1936 przekształcony w sąd zwyczajny. Rozwiązany przez Sojuszniczą Radę Kontroli Niemiec 20 października 1945.
Organizacja Trybunału i sam przewód sądowy były nastawione na przeprowadzanie procesów doraźnych – był to sąd jednoinstancyjny, i narzędzie mordów sądowych. Trybunał skazał osiemnaście tysięcy osób, w ogromnej liczbie przypadków wydając karę śmierci – do 1945 wykonano około 5200 egzekucji. Trybunał orzekał m.in. w sprawach członków niemieckiego ruchu oporu – grup opozycyjnych Czerwonej Orkiestry, Białej Róży, Edelweisspiraten, Kręgu z Krzyżowej oraz uczestników zamachu na Adolfa Hitlera z 20 lipca 1944.
25 stycznia 1985 Bundestag jednogłośnie uznał Trybunał Ludowy za „instrument terroru do wykonania nazistowskiej tyranii”. Prawnie obowiązujące wyroki Trybunału Ludowego i sądów specjalnych zostały unieważnione ustawą dopiero w 1998.

## Powołanie Trybunału Ludowego
W nocy z 27 na 28 lutego 1933 spłonął gmach parlamentu Rzeszy (Reichstagu) w Berlinie, najprawdopodobniej w wyniku podpalenia. O podłożenie ognia oskarżono holenderskiego komunistę Marinusa van der Lubbego, ujętego na miejscu zdarzenia, oraz prominentnych działaczy partii komunistycznej, Ernsta Torglera (przewodniczącego frakcji KPD w Reichstagu), który jako ostatni opuścił gmach Reichstagu w dniu pożaru oraz bułgarskich działaczy Kominternu Georgi Dimitrowa (późniejszego sekretarza generalnego Kominternu, a po II wojnie światowej komunistycznego premiera Bułgarii), Błagoja Popowa i Wassila Tanewa. 21 września 1933 otwarto proces przed IV. Izbą Karną Sądu Najwyższego Rzeszy (niem. Reichsgericht) w Lipsku. Proces toczył się otwarcie, z pozwoleniem na obecność publiczności (w tym dziennikarzy prasy międzynarodowej) w sali rozpraw. Dymitrow podczas aresztu studiował niemieckie prawo karne oraz kodeks postępowania karnego. Jako sprawny retor wdawał się w potyczki słowne z przedstawicielami oskarżenia i ostro spierał się m.in. z Josephem Goebbelsem i Hermannem Göringiem, zyskując międzynarodowy rozgłos w prasie. Wyrok, niepodlegający apelacji, zapadł 23 grudnia 1933. Oskarżeni: Torgler, Dymitrow, Popow i Tanew zostali uwolnieni z braku dowodów winy. Oskarżony van der Lubbe został uznany winnym zdrady stanu, podżegania do podpalenia oraz próby podpalenia. Sąd skazał go na karę śmierci i utratę praw obywatelskich. Marinus van der Lubbe został zgilotynowany 10 stycznia 1934. Po procesie pozostali oskarżeni zostali objęci tak zwanym aresztem prewencyjnym (niem. Schutzhaft). Bułgarzy zostali wydaleni z terytorium III Rzeszy, a Torglera wypuszczono z obozu dopiero w 1935.
Wyrok wykazał, że dyktatura NSDAP nie podporządkowała sobie (w 1933) systemu sądowniczego Niemiec. Proces nie mógł być w konsekwencji wykorzystany dla nazistowskich celów propagandowych. Joseph Goebbels i Hermann Göring przegrywali wizerunkowo w ostrych wymianach zdań z Georgi Dymitrowem. Wobec zamanifestowanej publicznie niezależności sądownictwa, władze III Rzeszy powołały nowy sąd specjalny – Trybunał Ludowy (niem. Volksgerichtshof), celem sądzenia spraw uznawanych za przestępstwa polityczne w III Rzeszy, definiowanych jako zdrada stanu, które wcześniej były rozpatrywane przez Sąd Rzeszy (niem. Reichsgericht). Trybunał Ludowy powołano na mocy ustawy o zmianie przepisów prawa karnego i postępowania karnego z 24 kwietnia 1934 (niem. Gesetz zur Änderung von Vorschriften des Strafrechts und des Strafverfahrens), która weszła w życie 2 maja 1934.
Uroczysta inauguracja prac Trybunału miała miejsce w berlińskim budynku pruskiego Landtagu (niem. Preussenhaus) 14 lipca 1934. Minister sprawiedliwości Franz Gürtner odebrał wtedy przysięgę od sędziów. Pierwsze posiedzenie Trybunału odbyło się 1 sierpnia 1934.

## Właściwość i proces sądowy

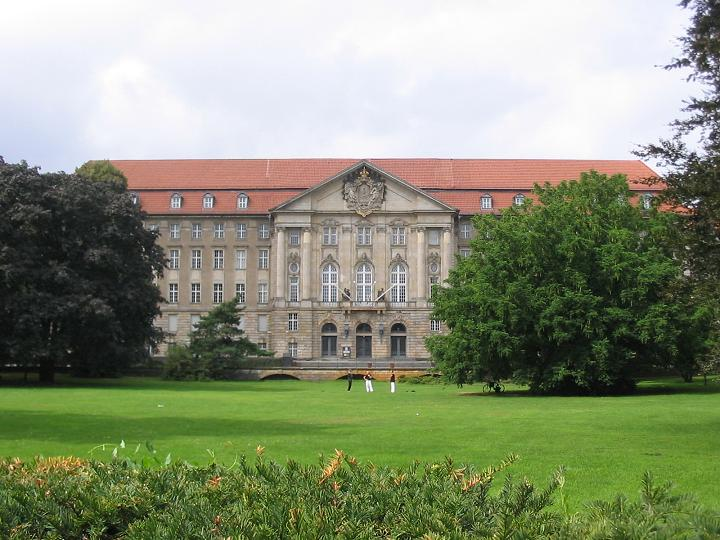
Gmach sądu najwyższego (niem. Kammergericht) w berlińskiej dzielnicy Schöneberg, gdzie zbierał się Trybunał Ludowy

Początkowo zadaniem Trybunału Ludowego było sądzenie w sprawach o zdradę stanu (niem. Hochverrat) i zdradę kraju (niem. Landesverrat). 18 kwietnia 1936 na mocy Ustawy o Trybunale Ludowym i o dwudziestej piątej zmianie ustawy o poborach służbowych (niem. Gesetz über den Volksgerichtshof und die fünfundzwanzigste Änderung des Besoldungsgesetzes) Trybunał stał się sądem zwyczajnym. Zakres jego kompetencji był systematycznie poszerzany, m.in. o sprawy w zakresie uszkodzenia mienia wojskowego, działania na korzyść wroga, szpiegostwa i defetyzmu. Według rozporządzenia o właściwości sądów karnych, sądów specjalnych oraz innych przepisach prawa postępowania karnego z 12 lutego 1940 (niem. Verordnung über die Zuständigkeit der Strafgerichte, der Sondergerichte und sonstige strafverfahrensrechtliche Vorschriften) Trybunał Ludowy był sądem właściwym dla spraw: 
1. zdrady stanu,
2. zdrady kraju,
3. ataków na führera i kanclerza Rzeszy,
4. znacznego uszkodzenia mienia wojskowego i zagrożenia sił zbrojnych zaprzyjaźnionych państw,
5. niezgłoszenia planowanej zdrady stanu, zdrady kraju lub znacznego uszkodzenia mienia wojskowego,
6. przestępstw wymienionych w paragrafie 5 pkt 1 dekretu „O ochronie narodu i państwa” (niem. Verordnung zum Schutz von Volk und Staat)[14], obejmujących m.in. podjęcie się zabicia prezydenta Rzeszy, członka lub komisarza rządu Rzeszy lub rządu krajowego, oraz
7. przestępstw wymienionych w paragrafie 1 ust. 1 Ustawy przeciwko sabotażowi gospodarczemu z 1 grudnia 1936 (niem. Gesetz gegen Wirtschaftssabotage)[15].

Skład orzekający składał się z dwóch sędziów zawodowych i trzech tzw. sędziów ludowych (niem. Volksrichter), zazwyczaj funkcjonariuszy partyjnych, oficerów lub wysokich urzędników, powoływanych początkowo na okres pięciu lat – od 1936 sędziowie zawodowi mianowani byli dożywotnio. Sędziowie byli mianowani przez kanclerza Rzeszy spośród osób lojalnych systemowi narodowosocjalistycznemu, wybranych przez ministra sprawiedliwości. NSDAP miała bezpośredni wpływ na mianowanie sędziów, a przez to na przebieg procesów. Spośród 243 sędziów ludowych mianowanych pomiędzy 1934 a 1945 jedynie 1,7% było niezwiązanych z partią. Sędziowie nie mogli odrzucić nominacji do Trybunału Ludowego. Od 1936 pracami Trybunału kierował jego przewodniczący, który powoływał składy orzekające, a także mógł wyznaczać sesje Trybunału w innych miastach Rzeszy. Minister sprawiedliwości powoływał zastępcę przewodniczącego, a po 1938 – wiceprzewodniczącego. Od 1936 wszyscy sędziowie Trybunału mogli nosić togi koloru czerwonego, dotąd zarezerwowane dla sędziów Sądu Rzeszy, co miało potwierdzić rangę Trybunału.
Organizacja Trybunału i sam przewód sądowy były nastawione na przeprowadzanie szybkich procesów – był to sąd pierwszej i ostatniej instancji, gdzie oskarżonemu nie przysługiwało prawo apelacji od wyroku Trybunału, natomiast oskarżyciel takie prawo posiadał. Jak pokazują badania niektóre procesy, np. proces Sophie Scholl i działaczy Białej Róży, trwały często krócej niż godzinę, bez przedstawiania dowodów i argumentów przez obie strony. Ponadto oskarżony nie miał możliwości swobodnego wyboru obrońcy – musiał przyjąć obrońcę zaakceptowanego przez przewodniczącego składu orzekającego. Obrońca i oskarżony mieli często tylko jeden dzień lub jedynie kilka godzin na zapoznanie się ze stawianymi zarzutami. Często do tego czasu obaj nie mogli się ze sobą kontaktować. Skazany w sprawie o zdradę stanu nie otrzymywał odpisu wyroku. Mógł go jedynie przejrzeć pod nadzorem urzędnika sądowego. Przewodniczący Trybunału często występował na rozprawie jako prokurator czytając oskarżenie, a następnie jako sędzia ogłaszając wyrok i karę bez sprzeciwu ze strony obrońcy, który zazwyczaj milczał podczas całego procesu. Nie przestrzegano przepisów i procedur regularnego sądu, a wyrok można w wielu przypadkach określić jako mord sądowy.
Trybunał obradował najpierw w gmachu byłego pruskiego Landtagu (niem. Preussenhaus) przy Prinz-Albrecht-Strasse w Berlinie, a w 1935 został przeniesiony do budynku dawnej szkoły królewskiego gimnazjum Wilhelma (niem. Königliches Wilhelms-Gymnasium) przy Bellevue-Str. 15 niedaleko Placu Poczdamskiego. Niektóre procesy odbywały się w budynku sądu najwyższego (niem. Kammergericht) w berlińskiej dzielnicy Schöneberg, gdzie m.in. 8 sierpnia 1944 odbył się filmowany z rozkazu Hitlera proces pokazowy uczestników antyhitlerowskiej konspiracji związanej z zamachem na Hitlera 20 lipca 1944.
Ponadto Trybunał orzekał również w innych miastach Rzeszy, co umożliwiło jego przewodniczącemu Rolandowi Freislerowi (1942–1945) ogłaszanie wyroków w szczególny sposób, każdorazowo przed dużą, starannie dobraną publicznością.
Na dzień 1 stycznia 1943 Trybunał zatrudniał 47 sędziów zawodowych, w tym oprócz przewodniczącego i wiceprzewodniczącego w Trybunale orzekało 3 przewodniczących wydziałów, 9 sędziów Trybunału i 33 sędziów delegowanych, wśród których można jeszcze wymienić 14 sędziów wyższych sądów krajowych, 9 dyrektorów sądów krajowych oraz 10 sędziów sądów rejonowych i sądów krajowych. Ponadto w Trybunale zasiadało wówczas 95 ławników honorowych, w tym 30 oficerów, 4 oficerów policji i 48 dowódców SA, SS, NSKK i HJ. W 1944 liczba honorowych ławników wzrosła do 173. Z ww. współpracowało 179 prokuratorów.

## Zadania Trybunału Ludowego
Trybunał jako sąd specjalny miał za zadanie – jak to określił drugi z kolei urzędujący przewodniczący Trybunału, a od 1942 minister sprawiedliwości Otto Georg Thierack – „ochronę higieny narodu” („należy zwalczyć groźbę epidemii pochodzącą od oskarżonych”). 5 stycznia 1943 podczas mianowania na stanowisko nowego przewodniczącego sądu II instancji w Szczecinie Thierack wyjaśnił: „...istotnym jest, aby w każdych okolicznościach i konsekwentnie zachować zdrową, nienaruszoną tkankę naszego narodu”.

## Przewodniczący Trybunału Ludowego

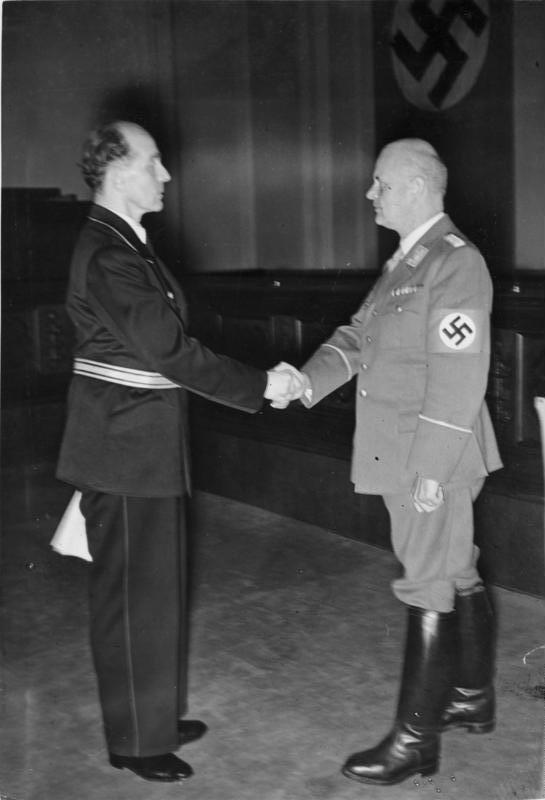
Otto Georg Thierack (z prawej strony) przekazuje urząd prezydenta Trybunału Ludowego Rolandowi Freislerowi, sierpień 1942

- 13 lipca 1934 – 18 września 1934: Fritz Rehn
- 1936 – 1942: Otto Georg Thierack
- sierpień 1942 – 3 lutego 1945: Roland Freisler
- 12 marca 1945 – 24 kwietnia 1945: Harry Haffner

Pierwszym przewodniczącym Trybunału Ludowego został Fritz Rehn, uprzednio sprawujący funkcję przewodniczącego sądu specjalnego w Berlinie, a od lipca 1934 prezydenta senatu Sądu Najwyższego (niem. Kammergericht), który zmarł 18 września 1934. Przez kolejne dwa lata stanowisko przewodniczącego nie było obsadzone, a Trybunałem kierował najstarszy przewodniczący senatu. 1 czerwca 1936 funkcję przewodniczącego objął Otto Georg Thierack, w NSDAP jeszcze przed 1933, od 1935 wiceprzewodniczący Sądu Rzeszy. Thierack sprawował urząd do 20 sierpnia 1942, kiedy to został powołany na ministra sprawiedliwości. Przewodniczącym Trybunału został wtedy Roland Freisler, pełniący dotychczas funkcję sekretarza stanu w ministerstwie sprawiedliwości. Po śmierci Freislera w lutym 1945, na przewodniczącego powołano Harry’ego Haffnera, który uprzednio pełnił funkcję prokuratora generalnego w Katowicach.

## Trybunał Ludowy jako instrument terroru
Liczba wydawanych wyroków śmierci wzrosła gwałtownie wraz z rozpoczęciem wojny w 1939. W 1936 wydano ich 36, a w 1943 już 1662, co oznaczało, że karę śmierci wyznaczono niemalże połowie wszystkich skazanych. Do 1945 wykonano około 5200 wyroków śmierci. Inne źródła podają, że pomiędzy 1934 a 1939 wydano łącznie 679 wyroków skazujących na karę śmierci, natomiast pomiędzy 1942 a 1944 liczba ta wzrosła do ponad 12 tysięcy. Karę śmierci orzekano w sprawach o rozpowszechnianie wiadomości nadawanych przez zagraniczne rozgłośnie radiowe, uwagi w kręgu znajomych krytykujące Adolfa Hitlera czy powątpiewanie w ostateczne zwycięstwo:

Trybunał Ludowy skazał 23.8.1943 radcę Dr. K. za defetyzm na śmierć, ponieważ w tramwaju w Rostocku powiedział po przebudowie rządu włoskiego: "To musi nastąpić także tutaj", a Führer musi ustąpić, bo przecież zwyciężyć już nie możemy, a nie chcemy spalić się żywcem.

W sierpniu 1942 prezydentem Trybunału został Roland Freisler. Prowadził on swe rozprawy ze szczególnym fanatyzmem i ze wszech miar poniżał oskarżonych. Jego skład sędziowski szczególnie często ogłaszał wyroki śmierci. 3 lutego 1945, budynek sądu, w którym pracował Freisler, został trafiony podczas nalotu bombowego w czasie trwania rozprawy przeciw późniejszemu sędziemu RFN Fabianowi von Schlabrendorffowi. Freisler zginął uderzony spadającą belką podczas schodzenia do piwnicy, będącej schronem przeciwlotniczym.
Trybunał Ludowy orzekał w sprawach członków niemieckiego ruchu oporu, m.in. grup opozycyjnych Czerwonej Orkiestry (niem. Rote Kapelle), Białej Róży (niem. Weisse Rose), Edelweisspiraten, Kręgu z Krzyżowej (niem. Kreisauer Kreis) oraz uczestników zamachu na Adolfa Hitlera z 20 lipca 1944.

## Procesy z sierpnia 1944

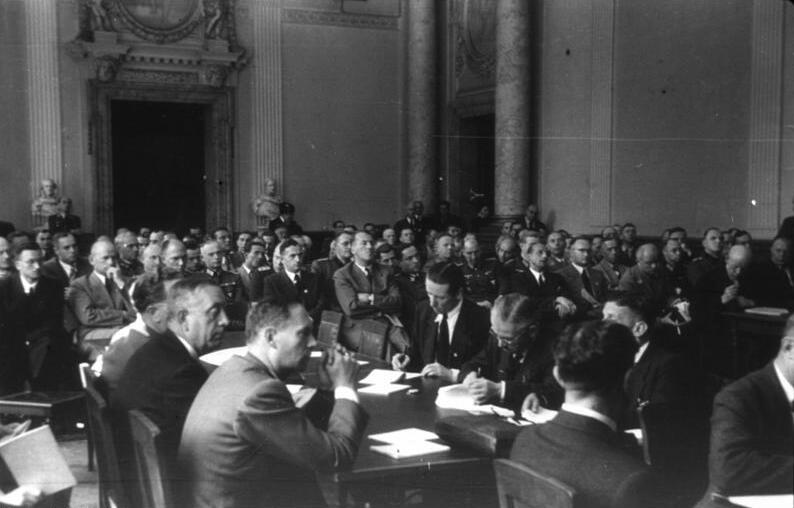
Proces uczestników zamachu 20 lipca 1944

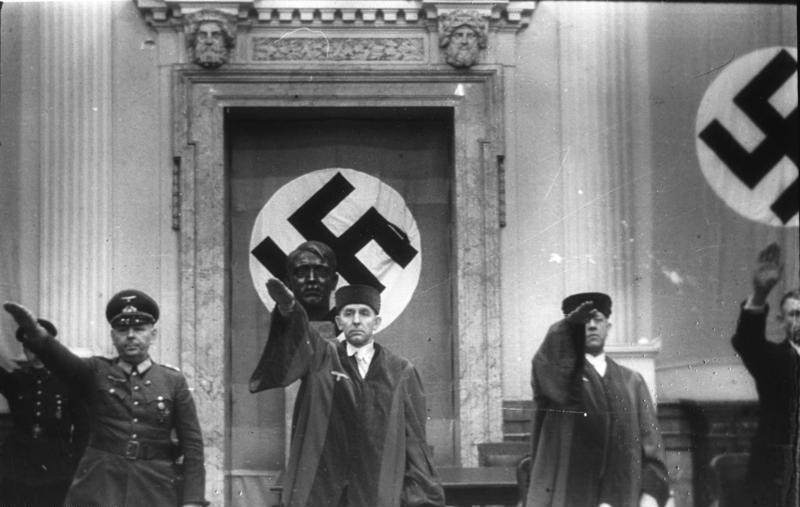
Skład orzekający w procesie uczestników zamachu 20 lipca 1944: Hermann Reinecke, Roland Freisler i Heinrich Lautz

Najbardziej znany proces prowadzony przed Trybunałem rozpoczął się 7 sierpnia 1944 w następstwie zamachu na Hitlera z 20 lipca 1944. Podczas omawiania sytuacji zaistniałej po zamachu, Hitler wyraził swoje oczekiwania wobec procesu w następujący sposób: 

Tym razem zrobię krótki proces. Ci przestępcy... nie dostaną uczciwej kuli, będą wisieć, jak zwykli zdrajcy! Sąd honorowy ma wykluczyć ich z Wehrmachtu, wtedy zorganizuje się im proces jak cywilom... I wyrok ma być wykonany w ciągu dwóch godzin od jego ogłoszenia! Muszą natychmiast zawisnąć, bez żadnej litości! A najważniejsze jest, by nie mieli czasu na długie przemowy. Ale Freisler już się tym zajmie. To jest nasz Wyszynski!

Bezpośrednio do Freislera miał powiedzieć: 

Chcę, by zostali powieszeni, powieszeni jak bydło w rzeźni!

Pierwszymi oskarżonymi byli: Erwin von Witzleben, Erich Hoepner, Paul von Hase, Peter Yorck von Wartenburg, Hellmuth Stieff, Robert Bernardis, Friedrich Klausing i Albrecht von Hagen. Posiedzenia odbywały się w imponującej Sali Wielkiej berlińskiego sądu najwyższego przy Elseholzstrasse, który na tę okazję został przybrany swastyką. W procesie uczestniczyło około 300 widzów – w tym Ernst Kaltenbrunner, wybrani urzędnicy, funkcjonariusze partyjni, wojskowi i dziennikarze. Przebieg procesu był filmowany tak, aby Hitler był w stanie śledzić postępowanie, i by nagranie mogło być wykorzystane w filmie dokumentalnym pt. Zdrajcy przed Trybunałem Ludowym, który nie został wówczas pokazany.
Oskarżonych zmuszono podczas procesu do noszenia zniszczonych ubrań, nie pozwolono na krawaty, wprowadzono ich do sali pod eskortą, przykutych kajdankami do policjantów. Postępowanie zostało wszczęte zapowiedzią Freislera, że będzie orzekał w sprawie „najbardziej przerażających oskarżeń wniesionych kiedykolwiek w historii narodu niemieckiego”. 62 letni feldmarszałek von Witzleben jako pierwszy został wezwany przed Freislera i natychmiast został skrzyczany za użycie hitlerowskiego pozdrowienia. Stał upokorzony trzymając kurczowo opadające spodnie, ponieważ pozbawiono go paska i szelek. Gen. Erich Höpner ubrany w sweter wezwany przed Freislera, został nazwany „świntuchem”. Kiedy powiedział, że nie jest „świntuchem”, Freisler zapytał go, jak myśli: do jakiego gatunku pasuje?

Oskarżeni nie mogli poradzić się obrońców, którzy nie siedzieli blisko nich. Żadnemu z nich nie wolno było zwracać się bezpośrednio do Trybunału i próby takie były przez Freislera przerywane. Kiedy generał Helmuth Stieff próbował poruszyć kwestię motywów swojego działania, został zakrzyczany. Witzleben miał zawołać: 

Możesz nas przekazać katu. Za trzy miesiące rozwścieczeni i udręczeni ludzie pociągną cię do odpowiedzialności i przeciągną cię przez błoto ulic.

 Wszyscy zostali skazani na śmierć przez powieszenie, a wyroki zostały wykonane w więzieniu Plötzensee wkrótce po ogłoszeniu.
Kolejny proces konspiratorów odbył się 10 sierpnia. Oskarżonymi byli Erich Fellgiebel, Alfred Kranzfelder, Fritz-Dietlof von der Schulenburg i Berthold Schenk Graf von Stauffenberg. W dniu 15 sierpnia zapadł wyrok i Wolf-Heinrich von Helldorf, Egbert Hayessen, Hans Bernd von Haeften i Adam von Trott zu Solz zostali skazani przez Freislera na karę śmierci.
21 sierpnia oskarżono Fritza Thielego, Friedricha Gustava Jaegera i Ulricha Wilhelma Schwerina von Schwanenfelda, który jako motywację do swego działania wymienił „wiele morderstw popełnionych w kraju i za granicą” (według innych źródeł „wiele morderstw popełnionych w Polsce”).
30 sierpnia na śmierć skazani zostali: gen. Carl-Heinrich von Stülpnagel, który stracił wzrok przy próbie samobójczej, Caesar von Hofacker, Hans Otfried von Linstow i Eberhard Finckh.

## Planowane przeniesienie Trybunału Ludowego do Bayreuth w 1945

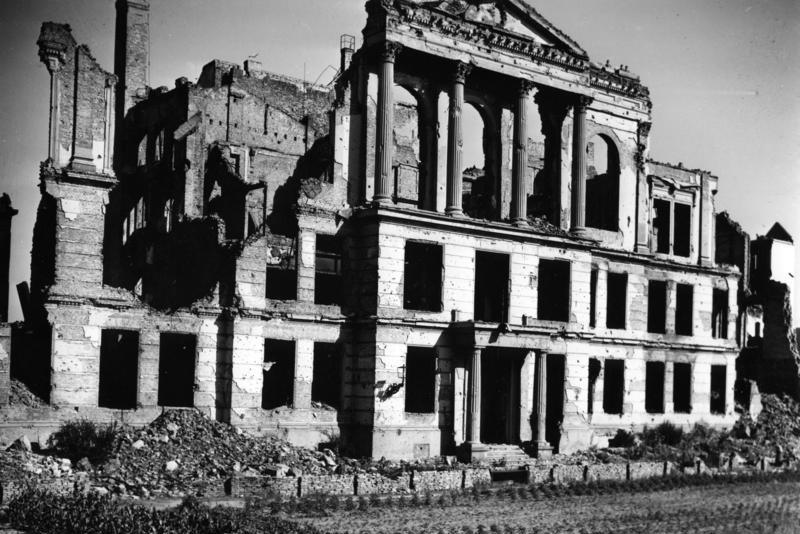
Ruiny gmachu Trybunału Ludowego przy Bellevuestraße w Berlinie, 1951

Już od jesieni 1944 Trybunał Ludowy obradował wielokrotnie w Pałacu Sprawiedliwości w Bayreuth. Po zniszczeniu gmachu Trybunału w bombardowaniu 3 lutego 1945, postanowiono przenieść Trybunał do Poczdamu, a senaty zajmujące się orzekaniem w sprawach o zdradę stanu do Bayreuth. Już 6 lutego rozpoczęła się wywózka łącznie około 270 więźniów, którzy przybyli do Bayreuth 17 kwietnia. Wyznaczone z uwagi na nadciągający front na 14 kwietnia egzekucje wszystkich więźniów politycznych znajdujących się w Bayreuth nie odbyły się, ponieważ właśnie w ten dzień wojska amerykańskie wkroczyły do miasta.

## Trybunał Ludowy i sądownictwo powojenne
Trybunał Ludowy został rozwiązany przez Sojuszniczą Radę Kontroli Niemiec 20 października 1945.
Trybunał Federalny (niem. Bundesgerichtshof) w 1956 przyznał członkom Trybunału Ludowego tzw. przywilej sędziowski (niem. Richterprivileg) – czyli omyłkę sądową – zgodnie z którym żaden z nich nie może zostać skazany z powodu naginania prawa lub innych przestępstw, jeśli dotrzymywał wówczas obowiązujących ustaw lub niesprawiedliwość jego postępowania nie została sądownie potwierdzona. Wprawdzie pod koniec lat 60. XX wieku procesem przeciw sędziemu Trybunału Hansowi-Joachimowi Rehse, próbowano załatwić na drodze karnej zaległości wobec niesprawiedliwości, jakich dopuścił się Trybunał Ludowy, jednak oskarżony zmarł, zanim zapadł wyrok ostatniej instancji. Berlińska prokuratura – po wznowieniu dochodzenia z 1979 – ponownie wniosła 6 września 1984 oskarżenie przeciw Paulowi Reimersowi, członkowi składu orzekającego Freislera w 1. składzie Trybunału Ludowego, oskarżając go o 62 morderstwa i 35 przypadków usiłowania morderstwa. W wyniku dochodzenia prokuratura stwierdziła, że Trybunał Ludowy, w każdym razie od powołania Freislera w sierpniu 1942, nie był już więcej sądem powszechnym, ale był uważany za sąd fikcyjny. Jeszcze w tym samym roku, przed otwarciem głównego procesu, 82-letni obwiniony popełnił samobójstwo. Dalsze śledztwa musiały być ostatecznie umorzone w 1991, ponieważ nie było już obwinionych, którzy mogliby stanąć przed sądem.
W wyniku wniesienia oskarżenia, 25 stycznia 1985, w politycznej, prawnie niewiążącej rezolucji Bundestag jednogłośnie uznał Trybunał Ludowy za „instrument terroru do wykonania nazistowskiej tyranii” a jego wyrokom odmówił wszelkich skutków prawnych. Prawnie obowiązujące wyroki Trybunału Ludowego i sądów specjalnych zostały unieważnione ustawą dopiero w 1998.
Prócz naczelnego prokuratora Ernsta Lautza, który w 1947 został skazany na 10 lat więzienia przez amerykański Trybunał Wojenny, żaden spośród około 570 sędziów i prokuratorów nie został pociągnięty do odpowiedzialności. Wielu z nich pełniło służbę w sądownictwie w powojennych Niemczech Zachodnich. Lautz został ułaskawiony już po mniej niż czterech latach i przeszedł na emeryturę. Żona Freislera otrzymywała przez dziesiątki lat zwiększoną rentę na starość, ponieważ według kompetentnego Urzędu Ubezpieczeń Społecznych, jej zmarły podczas drugiej wojny światowej mąż kontynuowałby karierę prawniczą w RFN.
Aby uzyskać pomoc i wyjaśnienia w związku z procesami, które odbyły się przed Trybunałem Ludowym, cztery osoby zostały zwolnione z odpowiedzialności karnej.

## Ofiary Trybunału Ludowego

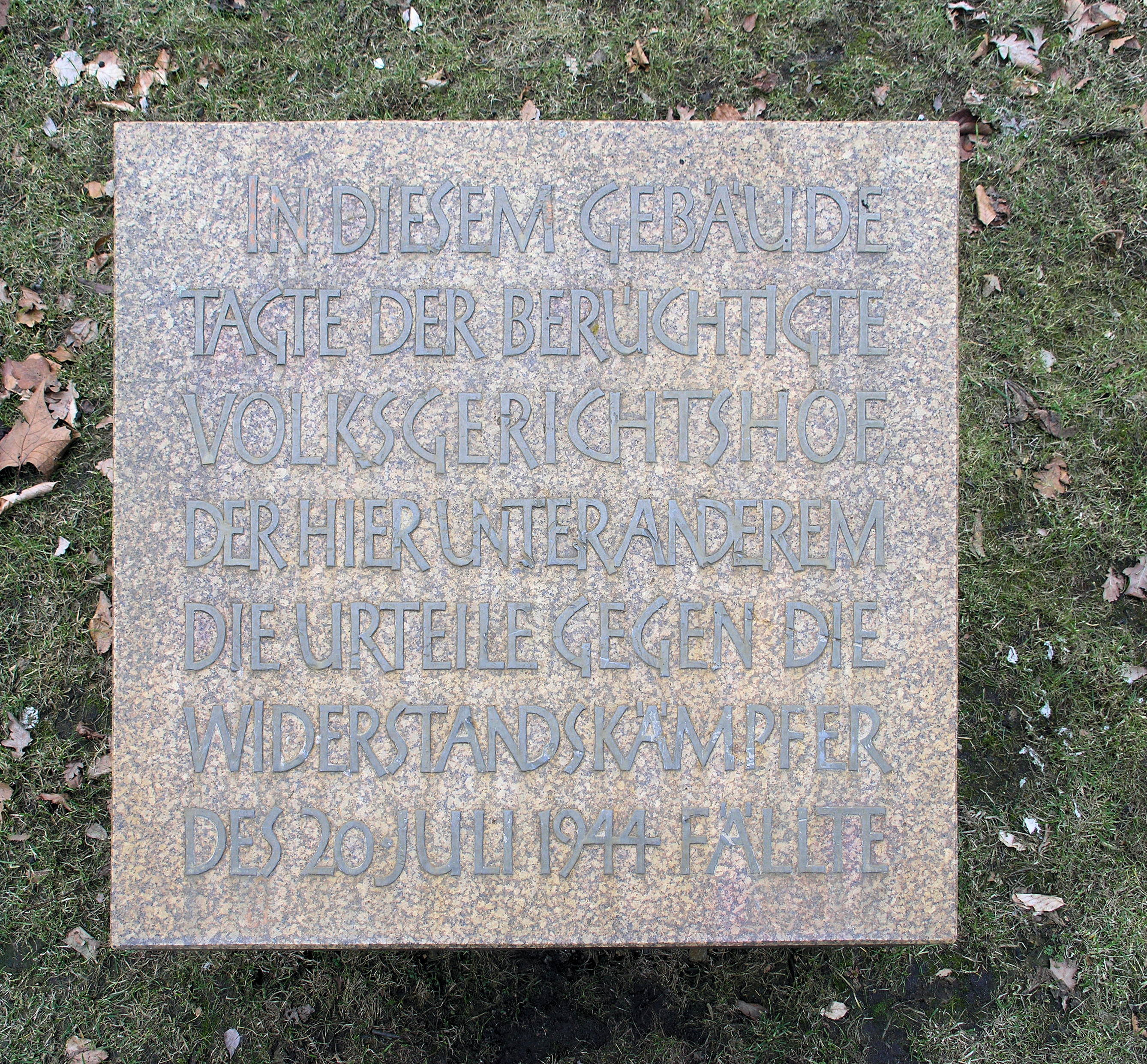
Tablica na gmachu przy Potsdamer Straße 186 w berlińskiej dzielnicy Schöneberg

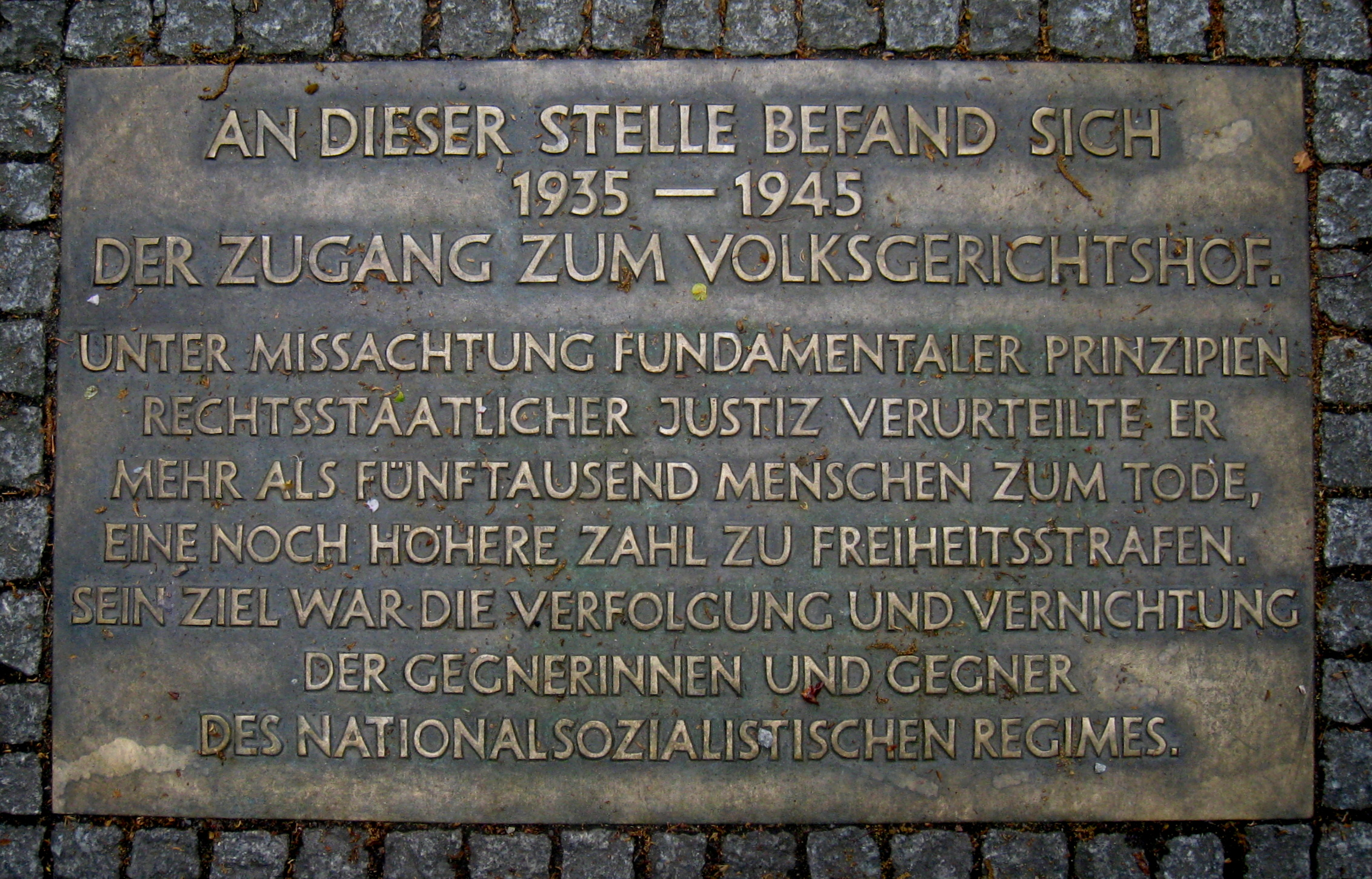
Miejsce pamięci oznaczające wejście do Volksgerichtshof

Trybunał Ludowy skazał osiemnaście tysięcy osób (z czego ponad pięć tysięcy na karę śmierci). Ofiarami Trybunału byli m.in.:
- Robert Abshagen(inne języki) (1911–1944) – niemiecki komunista należący do KPD, członek grupy ruchu oporu Bästlein-Gruppe; stracony[46]
- Walter Arndt (1891–1944) – niemiecki zoolog i lekarz; stracony[47]
- Hans-Jürgen von Blumenthal (1907–1944) – uczestnik zamachu na Adolfa Hitlera z 20 lipca 1944; stracony[48]
- Bruno Binnebesel (1902–1944) – niemiecki duchowny katolicki; stracony[49]
- Eugen Bolz (1881–1945) – prawnik, polityk partii Zentrum (niem. Deutsche Zentrumspartei), opozycjonista, aktywnie zaangażowany w antynazistowską działalność konspiracyjną, m.in. w przypadku powodzenia zamachu z 20 lipca 1944 na Adolfa Hitlera, miał objąć stanowisko ministerialne w strukturach nowego rządu Carla Friedricha Goerdelera; stracony[50]
- Klaus Bonhoeffer (1901–1945) – niemiecki prawnik i członek opozycji antyhitlerowskiej, uczestnik zamachu na Adolfa Hitlera z 20 lipca 1944; stracony[51]
- Alfred Delp (1907–1945) – niemiecki jezuita, członek Kręgu z Krzyżowej; stracony[52]
- Reinhold Frank (1896–1945) – niemiecki prawnik, uczestnik zamachu na Adolfa Hitlera z 20 lipca 1944; stracony[53]
- Julius Fučík (1903–1943) – czechosłowacki dziennikarz, działacz Komunistycznej Partii Czechosłowacji (cz. Komunistická strana Československa KSČ)[54]
- Eugen Gerstenmaier (1906–1986) – teolog protestancki, członek Kręgu z Krzyżowej, po zamachu z 20.07.1944 skazany na 7 lat więzienia, przewodniczący Bundestagu (1954–1969)[55]
- Carl Friedrich Goerdeler (1884–1945) – konserwatywny polityk niemiecki, prawnik, urzędnik służby cywilnej i przeciwnik reżimu nazistowskiego, stracony[56] (w przypadku powodzenia zamachu z 20 lipca przewidywany przez spiskowców na kanclerza[57][58])
- Willi Graf(inne języki) (1918–1943) – student medycyny (od 1937), sanitariusz w Wehrmachcie (1940), członek związku młodzieżowego Neu-Deutschalnd i Grauer Orden; stracony[59]
- Albrecht von Hagen (1904–1944) – niemiecki prawnik, organizował materiały wybuchowe do zamachu z 20.07.1944; stracony[60]
- Nikolaus Christoph von Halem(inne języki) (1905–1944) – prawnik, przedsiębiorca, organizator jednego z zamachów na Hitlera, stracony[61]
- Paul von Hase (1885–1944) – generał, komendant Berlina, uczestnik zamachu z 20 lipca 1944; stracony[62]
- Robert Havemann (1910–1982) – niemiecki chemik, skazany na śmierć – wykonanie wyroku zostało odroczone ze względu na wiedzę jaką posiadał, potrzebną do badań naukowych dla wojska[63]
- Andreas Hermes (1878–1964) – polityk partii Zentrum, minister wyżywienia i rolnictwa Rzeszy od marca 1920 do 10 marca 1922 (w gabinetach Hermanna Müllera, Konstantina Fehrenbacha, pierwszym i drugim gabinecie Josepha Wirtha), minister finansów Rzeszy w drugim rządzie Josepha Wirtha i rządzie Wilhelma Cuno (22 października 1921 – 12 sierpnia 1923), uczestnik zamachu na Adolfa Hitlera z 20 lipca 1944, w przypadku powodzenia zamachu przewidywany przez spiskowców na ministra rolnictwa, skazany na śmierć, doczekał wyzwolenia[64]
- Erich Hoepner (1886–1944) – niemiecki generał, uczestnik zamachu na Adolfa Hitlera z 20 lipca 1944; stracony[65] (w przypadku powodzenia zamachu z 20 lipca przewidywany przez spiskowców na naczelnego dowódcę sił lądowych)
- Caesar von Hofacker(inne języki) (1896–1944) – pułkownik, łącznik pomiędzy niemieckim a francuskim ruchem oporu; stracony[66]
- Helmuth Hübener (1925–1942) – przygotowywał i rozprowadzał ulotki z wiadomościami rozpowszechnianymi przez BBC i inne zagraniczne stacje radiowe (1941–1942)[67], stracony w wieku 17 lat[68], był najmłodszym z przeciwników Trzeciej Rzeszy, którzy zostali skazani przez Trybunał Ludowy i straceni
- Kurt Huber (1893–1943) – profesor muzykologii w Monachium, członek grupy Biała Róża; stracony[68]
- Marie-Luise Jahn(inne języki) (ur. 1918) – kontynuatorka dzieła grupy Białej Róży, aresztowana w wyniku donosu, skazana na 12 lat więzienia[69], po wojnie członek zarządu fundacji Biała Róża
- Jens Jessen(inne języki) (1895–1944) – profesor politologii; stracony za nieujawnienie planowanego zamachu z 20 lipca 1944[70]
- Otto Kiep(inne języki) (1886–1944) – prawnik, dyplomata, szef Biura Prasowego Rzeszy (niem. Reichspresseamt); stracony[71]
- Johanna „Hanna” Kirchner(inne języki) (1886–1944) – członek SPD; stracona[72]
- Friedrich Karl Klausing(inne języki) (1920–1944) – oficer, uczestnik zamachu z 20 lipca 1944 jako adiutant von Stauffenberga; stracony[73]
- Erich Knauf(inne języki) (1895–1944) – dziennikarz, pisarz, autor tekstów piosenek, skazany za krytykę reżimu; stracony
- Karlrobert Kreiten(inne języki) (1916–1943) – niemiecki pianista, aresztowany w wyniku donosu złożonego do Gestapo przez dawną przyjaciółkę jego matki Ellen Ott-Monecke, która utrzymywała, że Kreiten krytykował Hitlera i działania wojenne; stracony wraz z 185 innymi więźniami w więzieniu Plötzensee[74]
- Rudolf Kriß(inne języki) (1903–1973) – właściciel browaru, polityk CSU, etnolog; skazany za defetyzm na dożywocie
- Julius Leber (1891–1945) – niemiecki dziennikarz, polityk SPD, członek niemieckiego ruchu oporu, stracony[75]
- Georg Lehnig(inne języki) (1907–1945) – mechanik, członek KPD; stracony
- Hans Conrad Leipelt(inne języki) (1921–1945) – student, członek Białej Róży; stracony[75]
- Wilhelm Leuschner (1890–1944) – związkowiec, socjaldemokrata, członek ruchu oporu; stracony[76]
- Max Josef Metzger(inne języki) (1887–1944) – niemiecki ksiądz katolicki, jeden z założycieli w 1938 ruchu ekumenicznego Una Sancta mającego za cel jedność katolików i protestantów; stracony[77]
- Helmuth James Graf von Moltke (1907–1945) – niemiecki prawnik, członek założyciel grupy Krąg z Krzyżowej (niem. Kreisauer Kreis); stracony[78]
- Arthur Nebe – SS-Gruppenführer, szef Kripo, dowódca Einsatzgruppe B, nadzorował masakry na froncie wschodnim i w innych miejscach, uczestnik zamachu z 20 lipca 1944. Po niepowodzeniu zamachu na Hitlera ukrywał się, aresztowany, powieszony w więzieniu Plötzensee;
- Erwin Planck(inne języki) – syn fizyka Maxa Plancka, polityk, biznesmen, członek ruchu oporu, rzekomy uczestnik zamachu z 20 lipca 1944[79]
- Johannes Popitz (1884–1945) – prawnik, były minister finansów Prus, członek Widerstand związany z zamachem na Hitlera 20 lipca 1944; stracony[80]
- Christoph Probst (1919–1943) – student medycyny, członek Białej Róży; stracony[80]
- Siegfried Rädel(inne języki) (1893–1943) – niemiecki polityk, członek KPD; stracony
- Fritz Riedel(inne języki) (1908–1944) – robotnik, członek grupy Roberta Uhriga; stracony
- Josef Römer (1892–1944) – komunista, prawnik, oficer sztabowy; stracony[81]
- Axel Rudolph(inne języki) (1893–1944) – autor powieści kryminalnych i przygodowych, aresztowany w wyniku denuncjacji z kręgu przyjaciół za osłabianie siły militarnej Niemiec; stracony
- Willy Sachse(inne języki) (1896–1944) – komunista, pisarz; stracony[82]
- Karl Schapper(inne języki) (1879–1941) – katolicki opozycjonista, aresztowany na skutek donosu; stracony
- Rüdiger Schleicher(inne języki) (1895–1945) – uczestnik zamachu z 20 lipca 1944; stracony[83]
- Alexander Schmorell(inne języki) (1917–1943) – student medycyny, członek grupy Biała Róża; stracony[84]
- Sophie Scholl (1921–1943) i Hans Scholl (1918–1943) – członkowie grupy Biała Róża, skazani przez Freislera na śmierć; straceni[85]
- Friedrich-Werner Graf von der Schulenburg (1876–1944) – niemiecki dyplomata, uczestnik zamachu z 20 lipca 1944; stracony[86]
- Fritz-Dietlof von der Schulenburg (1902–1944) – prawnik, zastępca prezydenta berlińskiej policji (1937–1939), uczestnik zamachu z 20 lipca 1944; stracony[87]
- Eva Schulze-Knabe (1907–1976) – malarka; skazana na dożywocie[88]
- Bernhard Schwentner(inne języki) (1891–1944) – niemiecki ksiądz katolicki, oskarżony o osłabianie siły militarnej państwa; stracony[89]
- Ulrich Wilhelm Schwerin von Schwanenfeld (1902–1944) – ziemianin, oficer, uczestnik zamachu z 20 lipca 1944; stracony[90]
- Willi Skamira(inne języki) (1897–1945) – polityk, członek KPD; ścięty
- Robert Stamm(inne języki) (1900–1937) – poseł do Reichstagu z Bremy, członek KPD; stracony[91]
- Berthold Schenk Graf von Stauffenberg(inne języki) (1907–1944) – oficer, uczestnik zamachu z 20 lipca 1944; stracony[91]
- Józef Szmechta (1900–1942) – komendant śląskiego okręgu Armii Krajowej[92]
- Elisabeth von Thadden (1890–1944) – pedagog, członkini antyhitlerowskiej grupy Solf-Kreis, zadenuncjowana przez Paula Reckzeh’a; stracona[93][94]
- Adam von Trott zu Solz (1909–1944) – niemiecki prawnik i dyplomata, członek Kręgu z Krzyżowej, uczestnik zamachu z 20 lipca 1944; stracony[95][96]
- Robert Uhrig(inne języki) (1903–1944) – komunista, członek grupy Uhrig-Römer; stracony[95]
- Josef Wirmer(inne języki) (1901–1944) – prawnik, uczestnik zamachu z 20 lipca 1944; stracony[97][98] (w przypadku powodzenia zamachu z 20 lipca przewidywany przez spiskowców na ministra sprawiedliwości)
- Erwin von Witzleben (1881–1944) – niemiecki feldmarszałek, uczestnik zamachu z 20 lipca 1944; stracony[97][99]
- Eleonore „Lore” Wolf(inne języki) (1900–1996) – aresztowana we Francji, oskarżona o przygotowania zdrady stanu, skazana na 12 lat więzienia
- Johannes Wüsten(inne języki) (1896–1943) – artysta, pisarz, oskarżony o przygotowanie zdrady stanu, skazany na 15 lat więzienia, zmarł na gruźlicę
- Peter Graf Yorck von Wartenburg (1904–1944) – prawnik, uczestnik zamachu z 20 lipca 1944; stracony[100]

## Literatura
- Jörg Friedrich: Freispruch für die Nazi-Justiz. Die Urteile gegen NS-Richter seit 1948. Eine Dokumentation. Berlin: Ullstein, 1998. ISBN 3-548-26532-4. (niem.). Brak numerów stron w książce
- Holger Grimm, Edmund Lauf. Die Abgeurteilten des Volksgerichtshofs. Eine Analyse der sozialen Merkmale. „Historical Social Research / Historische Sozialforschung (HSR)”. 19 (2), 1994. (niem.).brak numeru strony
- Bernhard Jahntz, Volker Kähne: „Der Volksgerichtshof”. Darstellung der Ermittlungen der Staatsanwaltschaft bei dem Landgericht Berlin gegen ehemalige Richter und Staatsanwälte am Volksgerichtshof. Berlin: Senatsverwaltung für Justiz, 1992. (niem.). Brak numerów stron w książce
- Klaus Marxen: Das Volk und sein Gerichtshof. Klostermann, 1994. ISBN 3-465-02644-6. (niem.). Brak numerów stron w książce
- Klaus Marxen, Holger Schlüter. Terror und „Normalität”. Urteile des nationalsozialistischen Volksgerichtshofs 1934–1945: Eine Dokumentation. „Juristische Zeitgeschichte NRW”. 13, 2004. ISSN 1615-5718. (niem.).brak numeru strony
- Arnim Ramm: Der 20. Juli vor dem Volksgerichtshof. Berlin: Wissenschaftlicher Verlag, 2007. ISBN 978-3-86573-264-4. (niem.). Brak numerów stron w książce
- Holger Schlüter: Die Urteilspraxis des nationalsozialistischen Volksgerichtshofs. Berlin: Duncker & Humblot, 1995. ISBN 3-428-08283-4. (niem.). Brak numerów stron w książce
- Walter Wagner: Der Volksgerichtshof im nationalsozialistischen Staat. Oldenbourg Verlag, 1974. ISBN 3-486-54491-8. (niem.). Brak numerów stron w książce
- Justiz und Nationalsozialismus. Katalog zur Ausstellung des Bundesministers der Justiz. 1989, s. 151–162. ISBN 3-8046-8731-8. (niem.).